# Pachytriton wuguanfui
Pachytriton wuguanfui — вид земноводних родини саламандрові ряду Хвостаті.

## Поширення
Вид поширений на півдні Китаю у провінціях Хунань та Гуансі.

## Спосіб життя
Тритон виявлений у гірських потічках серед широколистяного лісу.